# Piotr Galiński
Piotr Galiński (ur. 23 marca 1959 w Olsztynie) – polski tancerz i choreograf specjalizujący się w tańcu jazzowym, towarzyskim i nowoczesnym. Honorowy Prezes Polskiej Federacji Tańca i wykładowca na seminariach szkoleniowych PFT, sędzia Międzynarodowej Organizacji Tańca (International Dance Organization). Prezenter telewizyjny, osobowość medialna.

## Życiorys

### Rodzina i edukacja
Urodził się i wychował w Olsztynie. W dzieciństwie trenował lekkoatletykę – był sprinterem w klubie sportowym „Gwardia” w Olsztynie. Kiedy miał 16 lat, zmarła mu matka. 
Ukończył studia pedagogiczne i choreograficzne w Wyższej Szkole Pedagogicznej w Olsztynie i uczył się w Policealnym Studium Tanecznym.

### Kariera zawodowa
Kiedy był w ósmej klasie szkoły podstawowej, zainteresował się tańcem. Trenował taniec nowoczesny w klubie „Miraż” działającym przy Wojewódzkim Domu Kultury w Olsztynie. W klasie maturalnej zaczął pracę jako asystent instruktora tańca w Olsztyńskim Ośrodku Tanecznym. W 1979 założył zespół tańca nowoczesnego „Contra” w Olsztynie, którego był dyrektorem artystycznym. W latach 1983–1985 trenował taniec towarzyski w parze z Renatą Wysocką, z którą uzyskał najwyższą międzynarodową klasę taneczną „S”.
W 1986 zakończył karierę taneczną i został wyróżniony nagrodą wojewódzką za upowszechnianie kultury. W 1987 zdał egzamin przed komisją Ministerstwa Nauki i Sztuki. W kwietniu 1988 „Contra” została przekształcona w Olsztyński Teatr Tańca Piotra Galińskiego, który działał przy Teatrze im. Stefana Jaracza. Z teatrem zrealizował m.in. spektakle: Sen, Na schodach, Popołudnie fauna, Taniec życia, Inny Świat i Matko, te ściany wciąż krzyczą, które były wystawiane również w zagranicznych teatrach. Podczas Ogólnopolskiego Festiwalu Tańca w Piotrkowie Trybunalskim uzyskał tytuł „króla polskiej choreografii” przyznawany przez polskich choreografów i nauczycieli tańca.
Od 1996 jest Honorowym Prezesem Polskiej Federacji Tańca. Prowadził wykłady na Instruktorskich Kursach Kwalifikacyjnych Ministerstwa Kultury i Sztuki z przedmiotów: Taniec jazzowy, Kompozycja tańca, Taniec towarzyski z metodyką nauczania i Historia tańca jazzowego. Prowadził wykłady na seminariach sędziowskich poświęconych różnorodnym zagadnieniom oceniania zawodników.
Popularność przyniosło mu współtworzenie choreografii do polskiej wersji musicalu Chicago, który został wystawiony w 2002 w Teatrze Komedia w Warszawie. W latach 2005–2011 był jurorem trzynastu edycji programu rozrywkowego TVN Taniec z gwiazdami.
W 2007 został prowadzącym formacji tanecznej Kamion Dance i wydał książkę kucharską pt. „Taniec z garami. Kuchnia na moją nutę”. W latach 2007–2013 był choreografem Adrianny Patłaszyńskiej, indywidualnej mistrzyni świata w stylu jazz dance. Jesienią 2013 prowadził program kulinarny Taniec z garami w TVR. W 2016 uczestniczył w programie rozrywkowym Polsatu Top Chef. Gwiazdy od kuchni.

## Życie prywatne
Ma mieszkanie i gospodarstwo w Sorkwitach.

## Publikacje
- Piotr Galiński, Taniec z garami. Kuchnia na moją nutę, Wydawnictwo Publicat, 2007